# Натураліст (кратер)
Натураліст (лат. і англ. Naturaliste) — 11-метровий первинний ударний кратер у районі плато Меридіана на Марсі. Кратер був оглянутий зі східного краю марсоходом «Оппортьюніті» 24 лютого 2005 року (387-й сол з моменту посадки), його докладні дослідження не виконувалися. Кратер має глибину 2,5 м, відношення глибина/діаметр 0,22. Висота краю і товщина шару викиду не перевищує 0,5 м.